# Seo Joon-yong
En aquest nom coreà, el cognom és Seo.
Seo Joon-yong (14 de març de 1988) és un ciclista sud-coreà, professional des del 2009 i actualment a l'equip KSPO. Ha participat en els Jocs Olímpics de 2016.

## Palmarès en ruta
- 2008
  - Vencedor d'una etapa al Tour de Corea
- 2012
  - Vencedor d'una etapa al Tour de Tailàndia
- 2013
  - Vencedor d'una etapa al Tour de Corea
- 2014
  -  Campió de Corea del Sud en ruta
  - Vencedor d'una etapa a la Volta a Hokkaidō
- 2015
  - 1r al Tour de Guam
  - Vencedor d'una etapa al Tour de Langkawi
- 2017
  - Vencedor d'una etapa al Tour de Tailàndia